# 松尾考哲
松尾 考哲（まつお たかあき／Takaaki Matsuo、1968年5月26日 - ）は、日本のマーケティングプロデューサー。ブランドコンサルティング、グローバルビジネス、女性の副業＆複業支援プラットフォーム、クリエイティブプロデュース、化粧品・香水・サプリメント開発等を手掛ける実業家。株式会社COLORFULLY（モノクロム） 取締役会長、株式会社サブマリーナ. 代表取締役社長、株式会社ヴィジブレックス エグゼクティブプロデューサー、ラピス株式会社 CGO、株式会社Simply 代表取締役社長、センド株式会社 顧問。

## 経歴
インドネシア、アメリカ留学後、セレクトショップ・BARNEYS NEW YORKに入社。ファッションセレクトショップのビジネスモデルを経験し、その後、外資系広告代理店、博報堂にてトイレタリー、アルコール飲料、清涼飲料、ジュエリー、ファッションなどの大手外資系ブランド業務に携わる。
2017年、株式会社コスモ・コミュニケーションズ常務執行役員、2019年、同社専務執行役員に就任する。ファッション、スポーツ、ラグジュアリー、富裕層マーケティング、PR、セレクトショップ、大手外資系パッケージグッズブランド、様々な企業のブランドマーケティング、コミュニケーションビジネスに携わる。
その後、女性の副業支援マッチングプラットフォーム「週末モデル」を運営する株式会社Colorfully 取締役会長に就任。
同時に『FORZA STYLE』編集長でファッションディレクターの干場義雅氏との協業で、ライフスタイルのセレクトショッププラットフォーム「SIMPLE-LIFE」を立ち上げる。
また、ラピス株式会社 CGOに就任。幹細胞化粧品「Re:A」のブランディング、ブランドプロデュース、マーケティングに携わり、ブランド開発、マーケティング、コンサルティング、EC事業を運営する株式会社サブマリーナ. 代表取締役に就任。
・1993年4月、株式会社BARNEYS NEW YORK入社、メンズ、レディースハイブランドに携わる。
・1995年4月、株式会社DMB&B入社、大手外資系パッケージグッズのマーケティング予算活動を中心に担当。
・1998年4月、株式会社博報堂入社、大手外資系飲料会社、外資系ブランドのマーケティング予算を中心に担当。
・1999年～2006年、同社アカウントディレクター就任。
・2007年～2016年、同社グループディレクター就任。
・2012年～2016年、同社部長就任。
・2016年4月、株式会社コスモコミュニケーションズ常務執行役員就任、ファッション、スポーツ、ラグジュアリー、富裕層マーケティング予算を中心にPR、ブランドマーケティングに携わる。
・2017年4月、同社専務執行役員に就任。
主な取引先は、Coca-Cola、Nestle、P&G、Tiffany、Jaguar、McLaren、Paul Smith、Jardine Wines and Spirits（現在のMHD モエ・ヘネシー・ディアジオ）、Red Bull、Blue Diamond Almond、Champion、Beams、Adastria、TSI、franc franc、Richard Mille、Board Riders Japan、Jimmy Choo、Luxottica Japan、Oakleyなど。

## 実業家として
- 2020年4月、副業マッチングプラットフォーム「週末モデル」を運営する株式会社モノクロムの代表取締役会長に就任[2]。その模様は『Forbes Japan』にも掲載された[3]。
- 2020年9月、干場義雅との協業で、ライフスタイルのセレクトショップ、SIMPLE‐LIFEを立ち上げる。
- 2020年9月、株式会社シーオーメディカルとの協業で、サプリメント「ALL U NEED」を開発する。
- 2020年10月、デジタルマーケティング会社であるセンド株式会社の顧問に就任。
- 2020年11月、映像クリエイティブ会社である株式会社ヴィジブレックスのエグゼクティブプロデューサーに就任。
- 2020年12月、ラピス株式会社のCGOに就任し、幹細胞化粧品「Re:A」のブランディング、ブランドプロデュース、マーケティングに携わる。
- 2021年8月、ブランド開発、マーケティング、コンサルティング、EC事業を運営する、株式会社Submariner代表取締役に就任。
- 2021年9月、株式会社モノクロムから株式会社COLORFULLYへ社名変更[4]。